# Ракетчик (фильм)
«Ракетчик» (англ. The Rocketeer) —  американский кинофильм 1991 года, экранизация одноимённого комикса, издававшегося в период с 1982 по 1995, о молодом лётчике-испытателе, которому случайно попадает в руки реактивный ранец, позволяющий ему летать. Фильм сочетает в себе жанры приключенческого кино, боевика, фантастики и семейного фильма.

## Сюжет
Действие фильма разворачивается в 1938 году в Лос-Анджелесе. Лётчик Клифф Сикорд испытывает самолёт, построенный его другом-авиамехаником Пивом Пибоди, когда на их аэродром въезжают гангстеры, преследуемые ФБР. Из-за преступников Сикорд терпит аварию, и они с Пибоди попадают в долговую яму по отношению к хозяину аэродрома Бигелоу. Вскоре после разговора с ним они находят в одном из самолётов в ангаре реактивный ранец. Гангстеры украли его с завода, которым владеет Говард Хьюз, и спрятали его. Клифф и Пив испытывают ранец и решают использовать его для выступлений, чтобы заработать деньги на новый самолёт. Пив модернизирует ранец и делает для него шлем с рулём.
Тем временем шеф гангстеров, Эдди Валентайн, разрешает вопрос об украденном ранце с актёром Невиллом Синклером, для которого он и был украден. Синклеру очень нужен этот ранец, однако он не раскрывает, для каких целей, и с помощью своего помощника Лотара сам пытается всё выяснить.
Помимо долгов Клифф испытывает проблемы в отношениях со своей девушкой Дженни, которая работает актрисой и желает красивой жизни. По этой причине она соглашается на встречу с Невиллом Синклером. Тот приглашает её на свидание в клуб «Южные моря» после увольнения со съёмок по вине Клиффа. Причиной такого приглашения служит то, что Невилл случайно подслушал разговор Клиффа и Дженни, из которого понимает, что ранец у Клиффа, а девушка может вывести на него.
Клифф уезжает на авиашоу, но приезжает с опозданием, и вместо него за штурвалом клоунского биплана сидит его друг Малкольм. Происходит чрезвычайная ситуация — у самолёта во время полета возникли проблемы с двигателем, и сидящий за штурвалом Малкольм не может с ним справиться. Клифф впервые надевает ранец и спасает пилота, ему тут же дают имя Ракетчик. Синклер узнаёт об этом и посылает Лотара узнать, у кого ранец. Тот сначала приходит к Бигелоу, заставляет его написать адрес, убивает его и приходит в дом Клиффа и Пибоди, где нападает на обоих. Туда же прибывает ФБР, которая узнала о ранце через газеты, и хочет вернуть его Хьюзу. Они расстреливают дом, Клифф и Пибоди сбегают. Также оттуда убегает Лотар, прихватив чертежи ранца, которые сделал Пибоди.
Позже через пришедших в кафе при аэродроме гангстеров, пытающихся найти Клиффа, последний узнает, что Дженни с Синклером в клубе «Южные моря», и на ранце летит туда, понимая, что её жизнь под угрозой. Однако его план терпит неудачу — Клифф устраивает беспорядок в клубе и улетает, а Дженни несмотря ни на что попадает к Синклеру, случайно находит потайную комнату в его доме и узнает, что он на самом деле фашистский агент.
Клифф возвращается в кафе при аэродроме, где ему звонит Эдди Валентайн и предлагает обмен ранца на девушку у обсерватории Гриффита. В этот момент Клиффа схватывают агенты ФБР, устроившие в кафе засаду, и приводят к Говарду Хьюзу. Тот показывает ему привезенный из Германии пропагандистский фильм, из которого становится ясно, что немцы хотят снабдить реактивными ранцами свою армию и покорить таким образом весь мир. Также благодаря ФБР Клифф понимает, что Невилл Синклер — шпион, сбегает и летит на ранце к обсерватории. Вместе с Дженни они взывают к патриотизму Эдди, рассказывая ему о своих догадках, и тот готов остановить Синклера. Но последний был готов — в засаде у обсерватории ждала штурмовая группа немецких солдат, а чуть позже прибывает дирижабль, чтобы забрать Синклера и остальных. Тут появляется ФБР, и они вместе с гангстерами расстреливают штурмовую группу. Синклеру с Дженни в заложницах и Лотару удается бежать на дирижабле. Сикорд на ранце догоняет их и расправляется с экипажем. Отдавая ранец в обмен на жизнь Дженни, Клифф вскрывает залепленную жвачкой дырку в ранце, которую там оставили пулей агенты ФБР. Из-за вытекающего из неё топлива улетевший на ранце Синклер загорается, падает на надпись «Голливуд» и погибает. Чуть позже из-за горящей гондолы дирижабль начинает взрываться. Дженни и Клифф спасаются на автожире, на котором за ними прилетели Пибоди и Говард Хьюз.
На следующий день Говард Хьюз прилетает на аэродром и дарит Клиффу новый самолёт за то, что тот спас мир. И тут же узнается, что Дженни забрала из потайной комнаты дома Синклера чертежи Пибоди, а значит, реактивный ранец можно будет восстановить, и Ракетчик полетит вновь…

## В ролях
- Билли Кэмпбелл — Клифф Сикорд / Ракетчик
- Алан Аркин — Пиви Пибоди
- Дженнифер Коннелли — Джени Блэйк
- Тимоти Далтон — Нэвилл Синклер
- Терри О’Куинн — Говард Хьюз
- Пол Сорвино — Эдди Валентайн
- Джон Полито — Бигелоу
- Норберт Вайссер — пилот цеппелина
- Билл Вудсон — ведущий новостей (озвучивание; в титрах не указан)

## Производство

### Кастинг
Поиск исполнителя главной роли стал большой проблемой. Исполнительный директор компании Disney Джеффри Катценберг даже предлагал дать роль Клиффа Сикорда одному из сценаристов, Кэри Киркпатрику. Первоначально были утверждены кандидатуры сначала Кевина Костнера, а затем Мэттью Модайна, но вскоре они отказались. Прослушивание проходили Деннис Куэйд, Курт Рассел, Билл Пэкстон и Эмилио Эстевес, но они так и не прошли пробы. В компании Disney лучшим вариантом считали Джонни Деппа. Выдвигалась также кандидатура Винсента Д’Онофрио, актёр отказался в пользу другого проекта.
Решение выбрать малоизвестного Билла Кэмпбелла на роль Клиффа Сикорда вызвало смешанные эмоции среди руководителей компании Disney. Режиссёр Джо Джонстон и автор комиксов Дэйв Стивенс считали, что Кэмпбелл прекрасно подходит для этой роли, но Disney хотели видеть в фильме звезду. В конце концов, режиссёру удалось убедить компанию взять Билла.
Получив роль, Кэмпбелл сразу взялся за чтение комикса, который лёг в основу сценария, а также несколько книг по авиации. Чтобы максимально погрузиться в атмосферу фильма, Кэмпбелл слушал музыку 1940-х годов. Некоторой трудностью для него стала боязнь полётов, которую он преодолел с помощью аэро-координатора Крэйга Хоскинга.